# Кочиш, Золтан
Зо́лтан Ко́чиш (венг. Kocsis Zoltán; 30 мая 1952, Будапешт — 6 ноября 2016, там же) — венгерский пианист и дирижёр.

## Биография
В 1971 г. окончил в Будапеште Академию музыки имени Ференца Листа (где среди его учителей были, в частности, П.Кадоша, Ф.Радош, Д.Куртаг). С 1970 г. выступал как пианист, гастролировал в Европе, США, СССР, Японии, Австралии, Латинской Америке. Участвовал в камерных ансамблях (дуэт со Святославом Рихтером, исполнение дуэтов Моцарта, Равеля, Брамса с Деже Ранки). Участвовал в различных музыкальных фестивалях (в том числе в Зальцбурге, Эдинбурге, Париже, Люцерне, «Пражская весна»). Выступал с ведущими оркестрами (Берлинский филармонический, Королевский филармонический, Венский филармонический, Чикагский симфонический) и известными дирижёрами (Клаудио Аббадо, Кристоф фон Донаньи, Эдо де Варт, Чарльз Маккеррас, Ловро фон Матачич, Шарль Дютуа, Герберт Блумстедт, Майкл Тилсон Томас).
C 1973 г. преподавал в Музыкальной академии Ференца Листа. В течение более 20 лет публиковал статьи о музыке (журнал Holmi).
В 1983 г. вместе с Иваном Фишером основал Будапештский фестивальный оркестр и на протяжении 14 лет был одним из его руководителей, в 1997 году возглавил Венгерский национальный филармонический оркестр. Осуществил венгерские премьеры произведений Шёнберга, «Потопа» Стравинского.
Прославился как интерпретатор музыки Белы Бартока, в 1980-1999 гг. (преимущественно в 1990-х) осуществил запись всех его сольных фортепианных сочинений. В обширной дискографии Кочиша также К. Дебюсси, Ф. Лист, В. А. Моцарт, М. Равель, С. В. Рахманинов, Д. Скарлатти, Ф. Шопен, Ф. Шуберт и др. композиторы. Пропагандировал музыку венгерских композиторов XX века.
С 1990 года ежегодно в свой день рождения давал концерт, сборы от которого перечисляются на лечение больных детей.

## Работы в кинематографе
- 1977 венг. Riasztólövés (Dialóg Filmstúdió, Венгрия) — соло на фортепиано
- 1989 англ. Mozart on Tour (телесериал, EuroArts Music International et al., ФРГ) — солист
- 1992 Les variacions Gould (документальный; Испания) — камео
- 1997 Ottilia (документальный; Венгрия) — камео
- 1998 Wolfgang Amadeus Mozart (7-й эпизод 1-го сезона телесериала Гармонии / Harmoniques; Бельгия, Германия, Франция) — архивная видеозапись
- 2001 Zoltán Kocsis, un musicien passe (документальный; Франция) — камео
- 2003 Венгерское прикосновение / The Hungarian Touch (ТВ, документальный; Франция) — камео
- 2005 исп. Percepción (короткометражный, Producciones Perpento, Испания) — композитор
- 2010 Бьютифул (Мексика, Испания) — исполнение в саундтреке Adagio assai из фортепианного концерта соль мажор Равеля
- 2011 англ. A Little Christmas (видео, Венгрия) — композитор

## Награды и признание
- 1-я премия конкурса пианистов имени Бетховена (1970; Венгерское радио)
- Премия Ференца Листа правительства Венгрии (1977)
- Премия имени Кошута (1978, 2005)[6]
- MIDEM Classical Awards (Канны, 2004)[3]
- Орден Искусств и литературы (2004)[3]
- звание «Посол Венгерской культуры» (23.1.2007)[6]
- цепь Корвин (венг. Magyar Corvin-lánc; 2012)[3]